# Ikake
Ikake est un village du Cameroun situé dans la région du Nord-Ouest, le département du Menchum, l'arrondissement de Menchum Valley et la commune de Benakuma, à proximité de la frontière avec le Nigeria.

## Localisation
Ikake est localisé à 6° 31' 59 N et 9° 56' 02 E à environ 71 km de distance de Bamenda, le chef lieu de la Région du Nord-Ouest et à 344 km de Yaoundé la capitale du Cameroun.

## Population
Lors du recensement de 2005, on y a dénombré 1 052 personnes dont 476 hommes et 576 femmes.

## Éducation
Il y a une école publique et une école privée.

## Langue
On y parle le mesaka, une langue tivoïde.